# سادبورو
سادبورو (به انگلیسی: Sudborough) یک روستا و محله مدنی در بریتانیا است که در East Northamptonshire واقع شده‌است. سادبورو ۲۰۲ نفر جمعیت دارد.